# Seat Marbella
SEAT Marbella var en tredørs mikrobil baseret på SEAT Panda. Den blev introduceret i efteråret 1986 som en faceliftet udgave af Panda.
Adskillelsen fra Fiat og overtagelsen af Volkswagen gjorde en afgrænsning nødvendig. Den tekniske forbedring af Fiat Panda i starten af 1986, som frem for alt berørte undervognen og introduktionen af de nye Fire-motorer, kom ikke Marbella til gode. I forhold til den i 1986 introducerede Fiat Panda havde standardmodellerne af Marbella mindre udstyr. Dermed var f.eks. bagrudevisker og højre sidespejl i starten kun standard på GLX-modellen.
Begge motorerne, som var firecylindrede rækkemotorer monteret fortil på tværs (843 cm³ (25 kW/34 hk) og 903 cm³ (29 kW/40 hk)) blev videreført fra forgængeren. Et år efter introduktionen udgik den lille motor, men blev i december 1986 genintroduceret på grund af stor efterspørgsel.
Marbella udgik af produktion i slutningen af 1998 efter en produktion på 600.000 eksemplarer; dette var samtidig afslutningen på bilproduktion på Zona Franca-fabrikken. Modellen blev afløst af den allerede i 1997 introducerede, Volkswagen-baserede Arosa.

## Tekniske data
|                                                | 0,8                               | 0,9                               | 0,9                               | 0,9                               |
| Byggeår                                        | 8/1986−12/1993                    | 1/1987−12/1993                    | 1/1990−11/1996                    | 11/1996−10/1998                   |
| Motordata                                      |                                   |                                   |                                   |                                   |
| Motortype                                      | R4-benzinmotor                    | R4-benzinmotor                    | R4-benzinmotor                    | R4-benzinmotor                    |
| Antal ventiler pr. cylinder                    | 2                                 | 2                                 | 2                                 | 2                                 |
| Ventilstyring                                  | OHV, kæde                         | OHV, kæde                         | OHV, kæde                         | OHV, kæde                         |
| Fødesystem                                     | Karburator                        | Karburator                        | Karburator                        | Monopoint                         |
| Trykladning                                    | —                                 | —                                 | —                                 | —                                 |
| Køling                                         | Vandkøling                        | Vandkøling                        | Vandkøling                        | Vandkøling                        |
| Boring × slaglængde                            | 65,0 × 63,5 mm                    | 65,0 × 68,0 mm                    | 65,0 × 68,0 mm                    | 65,0 × 67,7 mm                    |
| Slagvolume                                     | 843 cm³                           | 903 cm³                           | 903 cm³                           | 899 cm³                           |
| Kompressionsforhold                            | 7,8:1                             | 8,5:1                             | 8,8:1                             | 8,8:1                             |
| Maks. effekt                                   | 25 kW (34 hk) ved 5400 omdr./min. | 29 kW (40 hk) ved 5400 omdr./min. | 30 kW (41 hk) ved 5800 omdr./min. | 30 kW (41 hk) ved 5800 omdr./min. |
| Maks. drejningsmoment                          | 56 Nm ved 2800 omdr./min.         | 60 Nm ved 3000 omdr./min.         | 60 Nm ved 2800 omdr./min.         | 60 Nm ved 2800 omdr./min.         |
| Kraftoverførsel                                |                                   |                                   |                                   |                                   |
| Drivende hjul                                  | Forhjul                           | Forhjul                           | Forhjul                           | Forhjul                           |
| Gearkasse (standardudstyr)                     | 4-trins manuel                    | 4-trins manuel                    | 5-trins manuel                    | 5-trins manuel                    |
| Gearkasse (ekstraudstyr)                       | —                                 | 5-trins manuel                    | —                                 | —                                 |
| Præstationer                                   |                                   |                                   |                                   |                                   |
| Topfart                                        | 120 km/t                          | 131 km/t                          | 135 km/t                          | 135 km/t                          |
| Acceleration 0-100 km/t                        | 27,5 sek.                         | 20,0 sek.                         | 19,2 sek.                         | 19,2 sek.                         |
| Brændstofforbrug pr. 100 km ved blandet kørsel | 6,9 liter Blyholdig/Blyfri 91     | 6,9 liter Blyholdig/Blyfri 91     | 6,8 liter Blyfri 91               |                                   |

## Prototyper
Sent i 1991 blev prototypen SEAT Marbella Playa (dansk: strand), som var en fritidsbil, som var en krydsning mellem pickup og cabriolet, præsenteret på Frankfurt Motor Show. Playa var udstyret med tagræling til transport af surfboards og et aftageligt targatag over forsæderne. Også fronten var modificeret. Skulle der medtages mere end én passager, kunne der klappes klapsæder ned fra siderne af lastefladen. Denne model gik dog ikke i serieproduktion, men der kom senere en anden Playa, som var en almindelig Marbella med stofskydetag.
Ligeledes i 1991 introducerede Kamei en prototype Terra Multicar med forskellige aftagelige bagopbygninger kaldet Variotop på basis af Terra.

## SEAT Terra
En LAV-version af Marbella kaldet SEAT Terra blev produceret i Spanien mellem 1987 og 1996, hvorefter modellen blev afløst af SEAT Inca. SEAT Terra delte forparti og undervogn med Marbella, mens bagenden var erstattet med en stor, høj metalkasse. Modellen var meget populær i Spanien, og blev også eksporteret. Terra fandtes dels som topersoners kassevogn, og dels som tredørs stationcar med udtageligt bagsæde. Ud over 903 cm³-motoren fra Marbella, fandtes Terra også med en 1398 cm³-dieselmotor med 35 kW/48 hk fra Volkswagen Polo.

### Tekniske data
|                             | 0,9                               | 0,9                               | 1,4 D                             |
| Byggeår                     | 1987−1993                         | 1990−1996                         | 1990−1996                         |
| Motordata                   |                                   |                                   |                                   |
| Motortype                   | R4-benzinmotor                    | R4-benzinmotor                    | R4-dieselmotor                    |
| Antal ventiler pr. cylinder | 2                                 | 2                                 | 2                                 |
| Ventilstyring               | OHV, kæde                         | OHV, kæde                         | OHC, tandrem                      |
| Fødesystem                  | Karburator                        | Karburator                        | Hvirvelkammer                     |
| Trykladning                 | —                                 | —                                 | —                                 |
| Køling                      | Vandkøling                        | Vandkøling                        | Vandkøling                        |
| Boring × slaglængde         | 65,0 × 68,0 mm                    | 65,0 × 68,0 mm                    | 75,0 × 79,1 mm                    |
| Slagvolume                  | 903 cm³                           | 903 cm³                           | 1398 cm³                          |
| Kompressionsforhold         | 8,8:1                             | 8,8:1                             | 22,3:1                            |
| Maks. effekt                | 29 kW (40 hk) ved 5800 omdr./min. | 29 kW (40 hk) ved 5800 omdr./min. | 35 kW (48 hk) ved 4500 omdr./min. |
| Maks. drejningsmoment       | 62 Nm ved 3400 omdr./min.         | 60 Nm ved 2800−3200 omdr./min.    | 85 Nm ved 2900 omdr./min.         |
| Kraftoverførsel             |                                   |                                   |                                   |
| Drivende hjul               | Forhjul                           | Forhjul                           | Forhjul                           |
| Gearkasse                   | 5-trins manuel                    | 5-trins manuel                    | 5-trins manuel                    |
| Præstationer                |                                   |                                   |                                   |
| Topfart                     | 120 km/t                          | 120 km/t                          | 125 km/t                          |
| Acceleration 0-100 km/t     | 26,0 sek.                         | 27,1−28,0 sek.                    | 23,4 sek.                         |